# Halina Zakharova
Halina Zakharova (ucraïnès: Галина Петрівна Захарова)  (Kíiv, 22 de març de 1947) fou una jugadora d'handbol ucraïnesa que va competir sota bandera de la Unió Soviètica durant la dècada de 1970.
El 1976 va prendre part en els Jocs Olímpics de Mont-real, on guanyà la medalla d'or en la competició d'handbol.